# Mafalda Afonso, Infanta de Portugal
Mafalda Afonso de Portugal, (Coimbra, 1153 — 1162 ou depois de março de 1164) foi uma infanta de Portugal. Foi a quarta dos filhos de Afonso I de Portugal e Mafalda de Saboia e a terceira rapariga.
A 30 de janeiro de 1160, o seu pai Afonso reuniu-se em Santa María del Palo, perto de Tui com o conde de Barcelona, Raimundo Berengário IV, para a negociação do casamento de Mafalda com o futuro rei Afonso II de Aragão, que rondaria, naquela altura os quatro anos de idade. Depois da morte do conde, no verão de 1162, Fernando II de Leão convenceu a viúva, a rainha Petronila de Aragão, a cancelar o compromisso com Mafalda e acordou-se, no seu lugar, o casamento com a infanta Sancha, meia-irmã de Fernando, filha do segundo casamento de Afonso VII de Leão. O falecimento de Mafalda, nesse mesmo ano ou pouco depois, veio gorar a esperança de uma renovação do acordo de 1160. Em 1164 o nome de Mafalda é referido numa escritura sobre o Mosteiro de Santa Maria de Salzedas.
Este insucesso, porém, não impediu o estabelecimento de ligações duradouras entre o Reino de Portugal e a Coroa de Aragão, vindo o irmão mais novo de Mafalda, Sancho, a casar-se em 1174 com Dulce de Aragão, irmã do dito Afonso de Aragão, que entretanto ascendera ao trono.